# Mézières-sur-Issoire
Mézières-sur-Issoire – miejscowość i dawna gmina we Francji, w regionie Nowa Akwitania, w departamencie Haute-Vienne. W 2013 roku liczba ludności wynosiła 828 mieszkańców.
W dniu 1 stycznia 2016 roku z połączenia dwóch ówczesnych gmin – Bussière-Boffy oraz Mézières-sur-Issoire – utworzono nową gminę Val-d’Issoire. Siedzibą gminy została miejscowość Mézières-sur-Issoire.